# 8244 Mikolaichuk
8244 Mikolaichuk (1975 TO2) là một tiểu hành tinh vành đai chính được phát hiện ngày 3 tháng 10 năm 1975 bởi L. I. Chernykh ở Đài vật lý thiên văn Crimean.